# برج السماء (أوكلاند)
برج السماء (بالإنجليزية: Sky Tower)‏ هو برج اتصالات ومراقبة يقع في وسط الحي التجاري في مدينة أوكلاند النيوزلندية، يبلغ ارتفاعه 328 مترًا مما يجعله أطول برج في نصف الأرض الجنوبي، بدأ البناء فيه عام 1994م وافتتح في 3 مارس عام 1997م، يزور البرج سنويًا ما يُقارب 600,000 زائر، يضم هذا البرج مطعمين وفندقًا وأكبر كازينو في نيوزلندا كما ويُستخدم هذا البرج لإذاعة الراديو والتلفزيون، وهو أحد أبرز وأهم مناطق الجذب الرئيسية في مدينة أوكلاند.

## معرض الصور

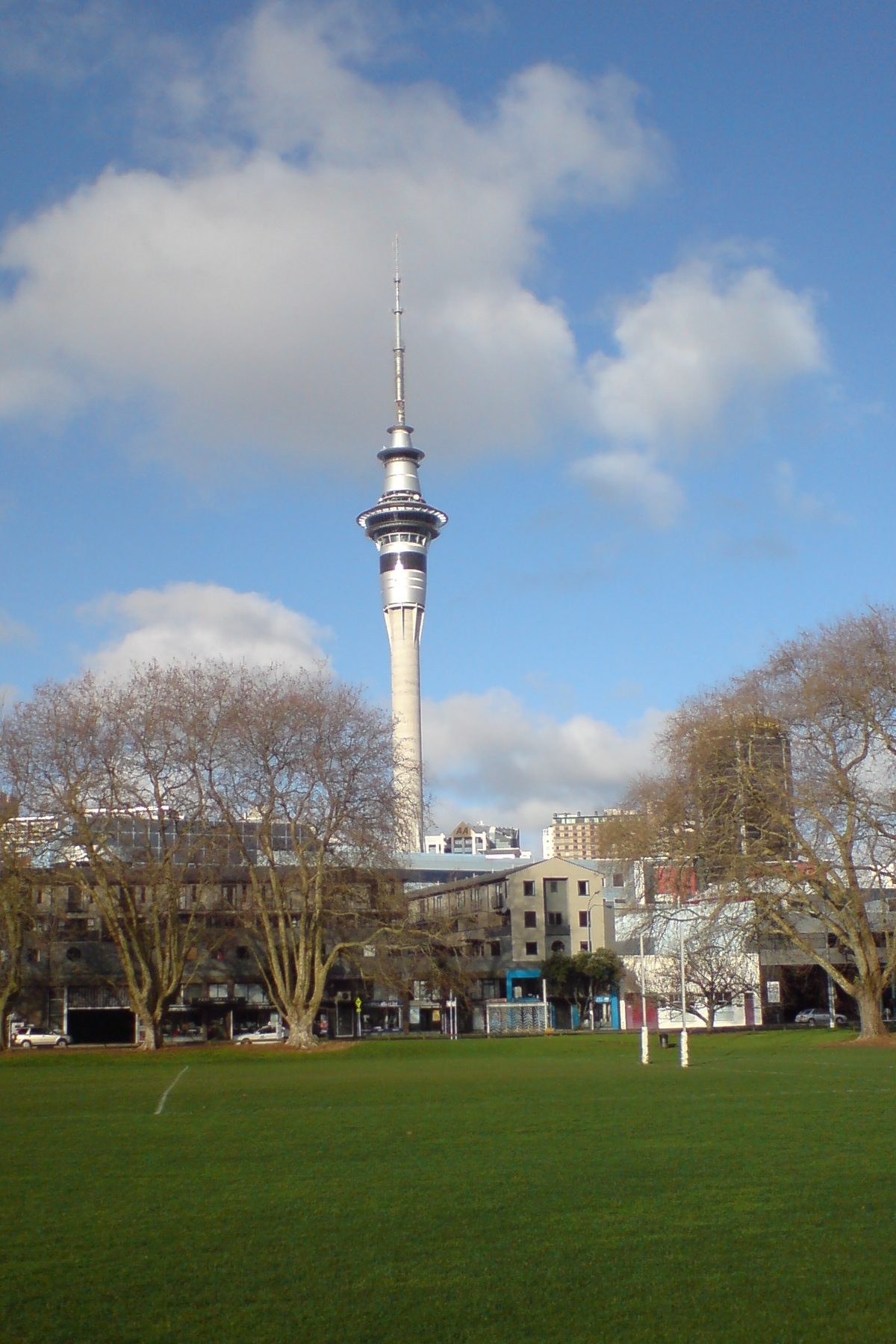
البرج كما يبدو من حديقة فيكتوريا.